# Comté (rivière)
Pour les articles homonymes, voir Comté.
La Comté (appelée Oyak à partir du point où l'Orapu la rejoint) est une rivière de la Guyane. C'est un affluent du fleuve Mahury.

## Géographie
Elle passe aux abords de la ville de Roura, notamment du village de Cacao.
Elle prend sa source au sud du lieu-dit Belizon. Ses principaux affluents sont la crique Grand-Galibi, la crique Roche-Fendé et l'Orapu.

## Histoire
Le 27 août 1698, Louis XIV signe une lettre d'érection  de la rive droite de la rivière d'Oyac en Guyane en comté sous le nom de de Gennes au profit du sieur Jean-Baptiste de Gennes, escuier (sic), seigneur de Bourg Chevreuil.
Cette terre, en face de la propriété du marquis de Férolles sise sur l'autre rive, était gérée par Jean-Baptiste de Gennes afin d'y exploiter les bois pour la réparation des vaisseaux et afin d'abriter la population de Cayenne en cas d'attaque.
Louis XIV remerciait ainsi Jean-Baptiste de Gennes pour la première expédition maritime au détroit de Magellan de 1695 à 1697, en vue de reconnaître les Mers du Sud (océan Pacifique) et les ports du Pérou.
La rivière prit le nom de la rivière de la Comté de Gennes, puis, par simplification, fut appelée rivière de la Comté. Seul un îlot sur la rivière garda le nom d’îlot de Gennes. Sur cet îlot était construit un moulin.